# 遠藤佳奈子
遠藤 佳奈子（えんどう かなこ、1980年11月25日- ）は、日本のウェディングプランナー、起業家、ラジオパーソナリティ。

## 来歴
兵庫県宝塚市出身。立命館大学文学部文学科卒業。株式会社ベストブライダルに入社。その後、様々な職業を転々とした後、2010年1月、Wedding LAB代表としてフリーランスのウェディングプランナーとなる。ウェスティンホテル東京、アンダーズ東京、ピーター（ザ・ペニンシュラ東京）、ピエール・ガニェールなどと提携している。セミナー、書籍、雑誌記事の監修ほか、三越伊勢丹とのコラボレーションなど、幅広く活動している。
2016年、ANREALAGEデザイナー森永邦彦と、Kanocoのウェディングをプロデュース。BGMはサカナクション 山口一郎が務めた。
2020年、元日本代表でJリーグで活躍するプロサッカー選手李忠成と、樋場早紀のウェディングをプロデュースした。

## 著書
- 『これで安心！結婚準備＆マナー』（ナツメ社 2016）

## ラジオ
- 『ロジ婚』（ポッドキャスト, YouTube　2016年9月−）ラジオパーソナリティ
- 『Hello! I,Radio』（アール・エフ・ラジオ日本, 2016年10月18日−21日）ゲスト出演
- 『サプラジ！』（大和ラジオ放送, 2016年6月15日）ゲスト出演
- 『Skyrocket Company』（エフエム東京, 2016年6月7日）ゲスト出演